# Wilhelm (Hessen-Philippsthal)

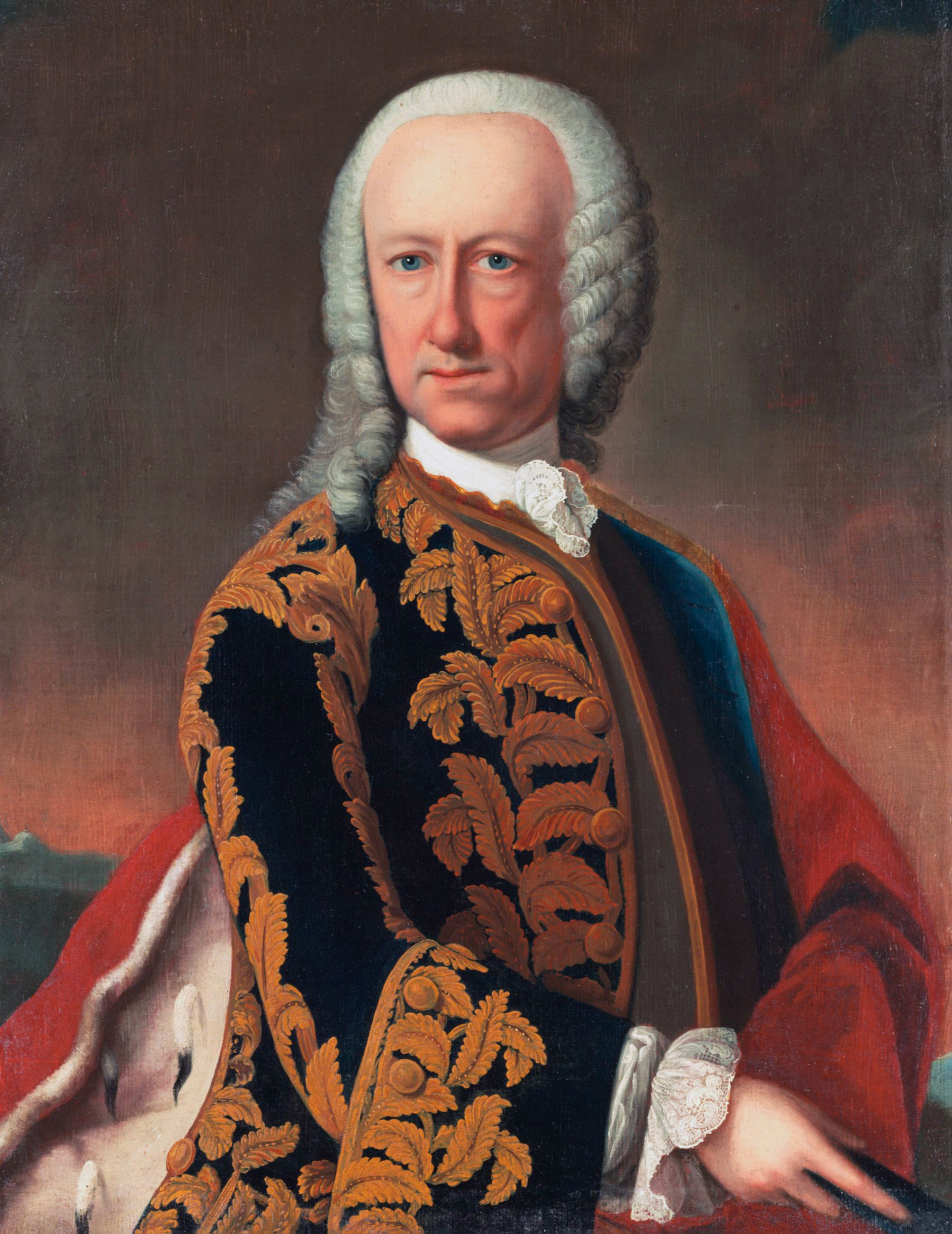
Wilhelm von Hessen-Philippsthal (Gustav Altmöller)

Wilhelm von Hessen-Philippsthal (* 29. August 1726 in Philippsthal; † 8. August 1810 ebenda) aus dem Haus Hessen war paragierter Landgraf von Hessen-Philippsthal.

## Leben
Wilhelm war der älteste Sohn des paragierten Landgrafen Karl I. von Hessen-Philippsthal aus dessen Ehe mit Katharine Christine (1699–1743), Tochter des Herzogs Johann Wilhelm von Sachsen-Eisenach. Er folgte seinem Vater 1770 als Landgraf von Hessen-Philippsthal.
Wilhelm wurde in holländischen Diensten General der Kavallerie und Gouverneur von Herzogenbusch. Er war auch Komtur des Johanniterordens der Kommende Lagow. 1806 wurde Philippsthal französisch besetzt und das Territorium Wilhelms dem Königreich Westphalen einverleibt.
Wilhelm war Mitglied des Bundes der Freimaurer.

## Nachkommen

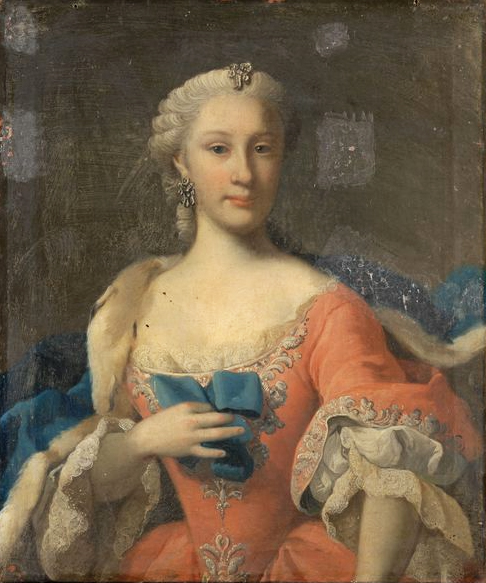
Ulrike Eleonore geborene von Hessen-Philippsthal-Barchfeld (anonym, um 1750/1760)

Wilhelm heiratete am 26. Juni 1755 in Tournai seine Cousine Ulrike Eleonore (* 27. April 1732;† 2. Februar 1795), Tochter des Titular-Landgrafen Wilhelm von Hessen-Philippsthal-Barchfeld, mit der er folgende Kinder hatte:
- Karoline Wilhelmine Anne Marie (* 17. März 1756; † 17. September 1756)
- Karl (* 6. November 1757; † 2. Januar 1793), Oberstleutnant im Leibregiment von Hessen-Kassel ⚭ 1791 Prinzessin Viktoria von Anhalt-Bernburg (1772–1817), Tochter von Franz Adolf
- Wilhelm (* 25. November 1758; † 17. September 1760)
- Friederike Ulrike Luise (* 13. Juni 1760; † 27. November 1771)
- Juliane (1761–1799), ⚭ 10. Oktober 1780 Graf Philipp II. Ernst zu Schaumburg-Lippe (1723–1787)
- Friedrich (* 4. September 1764; † 16. Juni 1794 in Nivelles), bis 1784 in der Armee von Hessen-Kassel; bis 1793 Kaiserlich russischer Oberstleutnant im Leibkürassier-Regiment, ab 1793 holländischer Oberst und Kommandeur im Dragoner-Regiment Byland, gestorben an seinen Verletzungen nach einem Gefecht bei Waterloo
- Wilhelm (* 10. Oktober 1765; † 23. Februar 1766)
- Ludwig (1766–1816), paragierter Landgraf von Hessen-Philippsthal, ⚭ 1791 Gräfin Marie Franziska Berghe von Trips (1771–1805)
- Charlotte Wilhelmine (* 25. August 1767; † 14. September 1767)
- Ernst Konstantin (1771–1849), paragierter Landgraf von Hessen-Philippsthal, ⚭  1796 Prinzessin Luise von Schwarzburg-Rudolstadt (1775–1808), 1812 Prinzessin Karoline von Hessen-Philippsthal (1793–1872)